# Iuri Sedikh
Yuriy Sedykh (en ucraïnès: Юрій Сєдих; en rus: Ю́рий Седы́х) (Novotxerkassk, Unió Soviètica 1955 – 14 de setembre de 2021) fou un atleta soviètico-ucraïnès, especialista en llançament de martell i guanyador de tres medalles olímpiques. Des del 1986 ostenta el rècord del món de l'especialitat amb un llançament de 86,74 metres.

## Biografia
Va néixer l'11 de juny de 1955 a la ciutat de Novotxerkassk, població situada a l'óblast de Rostov, que en aquells moments formava part de la República Socialista Federada Soviètica de Rússia (Unió Soviètica) i que avui dia forma part de Rússia.
Es casà, en primeres núpcies, amb la velocista i campiona olímpica Liudmila Kondratieva. En segones núpcies es casà amb la llançadora de martell i campiona olímpica Natàlia Lisovskaia, amb la qual tingueren Aleksia Sedikh, campiona de martell en els Jocs de la Joventut.

## Carrera esportiva
Va participar, als 21 anys, en els Jocs Olímpics d'Estiu de 1976 realitzats a Mont-real (Canadà), on va aconseguir guanyar la medalla d'or en la prova masculina de llançament de martell amb un tir de 77.52 metres, establint així un nou rècord olímpic. Aconseguí repetir el seu títol en els Jocs Olímpics d'Estiu de 1980 realitzats a Moscou (Unió Soviètica), on va establir un nou rècord del món amb un tir de 81.80 metres. Absent dels Jocs Olímpics d'estiu de 1984 realitzats a Los Angeles (Estats Units) a conseqüència del boicot polític organitzat pel seu país, en els Jocs Olímpics d'Estiu de 1988 celebrats a Seül (Corea del Sud) aconseguí guanyar la medalla de plata per darrere del seu compatriota Serguei Litvinov.
Al llarg de la seva carrera va guanyar dos medalles al Campionat del Món d'atletisme, una d'elles d'or, i tres títols en el Campionat d'Europa d'atletisme.
El rècord mundial de Sedikh de 1986 s'ha destacat per la seva longevitat i per estar fet en "uns anys en què l'atletisme començava a adonar-se de l'escalada del consum de drogues que millorava el rendiment". En el llibre The Rodchenkov Affair, publicat el 2020 per Grigory Rodchenkov va declarar que Sedikh era un gran consumidor d'esteroides, cosa que Sedikh va negar.

## Millors marques
- Llançament de martell. 86,74 metres (1986)[8]